# サイード・ペルヴェス・カムバクシュ
サイイド・ペルヴェーズ・カームバフシュ（Sayed Pervez Kambaksh、また Sayed Perwiz Kambakhsh、Sayed Parwez Kaambaksh とも）は、おそらく1985年生まれのアフガニスタン人。アフガニスタンのバルフ大学の男子学生で、地元の日刊新聞『Jahan-e Naw』（新世界）の記者であった2007年、イスラム法下での女性の待遇を批判する文書をダウンロードして印刷し配付したことで逮捕された。2008年、マザーリシャリーフにて弁護人を付けずに非公開で行われたイスラム法廷で、これが神への冒涜であると判断され死刑判決を受けた。兄のサイイド・ヤクブ・イブラヒミ（Sayed Yaqub Ibrahimi）は、人権蹂躙を告発したジャーナリストである。
2008年1月30日、アフガニスタン上院はこの判決を承認する動議を可決した が、この動議はのちに国際的圧力により撤回され、カムバクシュに上訴の権利を与えられた。イギリスのインデペンデント紙はカムバクシュを支援するキャンペーンを行っており、インターネット上での請願運動も始められている。しかしながら、アフガニスタンでもし彼を支持するジャーナリストがいたとしても、当局に逮捕されるのが現状である。
2008年10月、カーブルの控訴裁判所は一審の有罪判決を支持したが、懲役20年の刑に減刑した。
カムバクシュは最高裁判所に上告したが、最高裁は控訴裁の判決を支持した。
2009年8月、ハーミド・カルザイ大統領はカムバクシュに恩赦を与え、カムバクシュはアフガニスタンを出国した。